# Сакаево
Сака́ево — село в Шокшинском сельском поселении Теньгушевского района Республики Мордовия, в 8 километрах от районного центра (село Теньгушево).
Название села происходит от дохристианского мордовского имени Сокай. В письменных источниках Сакаево впервые упоминается в XVII веке как Сокаевский починок.
Уроженец села Сакаева З. Н. Чернов был часовым у квартиры В. И. Ленина.
Расположено в 8 км от районного центра и 103 км от железнодорожной станции Потьма. Название-антропоним: от мордовского дохристианского имени Сокай. В 17 в. — Починок Сокаев, Сокаевский Починок. Упоминается в «Окладной книге новоприбылым мордовским дворам Кадомского уезда» (1630). Население в 1779 г. — 388 чел. В «Списке населённых мест Тамбовской губернии» (1866) Сакаево — деревня казённая из 165 дворов (1 152 чел.) Темниковского уезда, с 4 мельницами. В конце 19 в. построена деревянная церковь. Многие крестьяне занимались отхожими промыслами. За участие жителей в революциях 1917 г. и Гражданской войне 1918—1920 гг. село называли Красное Сакаево. В 1930 г. в Сакаеве было 400 дворов (2 040 чел.). В 1929 г. был организован колхоз «Наш путь», затем «Ленинэнь кинанга» («По ленинскому пути»), с 1963 г. — бригада колхоза «Куликовский», с 1967 г. — им. Ленина (центральная усадьба в с. Куликове), с 1981 г. — колхоз «Красное Знамя», с 1992 г. — СХП «Сакаевское», с 1998 г. — К(Ф)Х П. В. Гарьянова, с 2003 г. — В. П. Пузыркина. В современном селе — основная школа, библиотека, Дом культуры, медпункт, отделение связи, магазин; памятник-обелиск воинам, погибшим в Великой Отечественной войне. Уроженец Сакаева З. Н. Чернов учился на Кремлёвских пулемётных курсах, был часовым у квартиры В. И. Ленина. В Сакаевскую сельскую администрацию входит д. Сакаевский Майдан (59 чел.; здесь жили участник Гражданской войны, награждённый орденом Красного Знамени, организатор и 1-й председатель местного колхоза «Путь к социализму» И. Д. Малышев, заслуженного учителя МАССР А. Д. Чубукова).
С 2004 по 2009 год являлось административным центром Сакаевского сельского поселения.

## Население
| 2002 | 2010 |
| ---- | ---- |
| 234  | ↘228 |

## Источник
- Энциклопедия Мордовия, И. П. Ениватов, В. Н. Шитов.